# Andreas Joseph Schopf
Andreas Joseph Schopf, auch kurz André Schopf (1743 in Wien – 19. September 1813 in Prag) war ein österreichischer Theaterprinzipal.

## Leben
Andreas Schopf wurde 1751 als Sohn eines Leibkutschers der Maria Theresia in Wien geboren. Seit 1775 war er mit der 1753 geborenen Therese Wentzig verheiratet, einer Tochter des Theaterprinzipals Ludwig Wentzig (Linz).
Ab 1774 leitete er das Hoftheater in Innsbruck. Von 16. Oktober 1776 bis zum 11. Februar 1777 gab er in Augsburg mit seiner Schauspielergesellschaft, zu der vorübergehend auch der junge Emanuel Schikaneder gehörte, nicht weniger als 64 Vorstellungen. Nach einem kurzen Gastspiel in Salzburg gelangte er mit seiner Truppe Ende Juni 1777 nach Regensburg, wo er ab dem 1. Juli zunächst in Eigenregie, ab 1. März 1778 als Direktor der fürstlich Thurn und Taxisschen Nationalschaubühne die Stadt des Immerwährenden Reichstages zu einem herausragenden Theaterstandort machte. Am 29. Februar 1784 gab er vor dem Regensburger Publikum eine umjubelte Abschiedsvorstellung. An diesen Erfolg konnte er in den folgenden Gastspielen in Augsburg (1784/85), Passau (1786/87) und Erlangen (1787) zunächst nicht mehr anknüpfen. Am 3. März 1792 erfolgte in Passau seine Ernennung zum Hochfürstlichen Schauspieldirektor. Gleichzeitig wurde ihm die Würde eines Hochfürstlichen Truchseß verliehen, damit wurde er in den Passauer Hofstaat aufgenommen. In Passau war er nochmals von 1794 bis 1798 und von 1799 bis 1801 tätig. 1801 ging er nach der Säkularisation wieder nach Prag.
In Prag richtete er später das neue ständische Theater ein, überließ dessen Direktion jedoch bald seinem Schüler Liebich unter der Oberdirektion Guardasonis und kehrte nach Passau zurück.

## Schopf als möglicher Bearbeiter derZauberflöte
Möglicherweise war Andreas Joseph Schopf jener erste Bearbeiter des Textes der Zauberflöte, welcher in Passau verortet wird. Dieser Bearbeiter erklärte, in der Originalfassung erfordere die Oper einen zu großen Aufwand an Personal und Technik. Die überarbeitete Version war sehr erfolgreich und wurde bald nachgedruckt. Dass Schopf der Urheber dieser Überarbeitung war, ist aus mehreren Gründen wahrscheinlich: Er war mit seiner Truppe ein Jahr lang am Passauer Hoftheater tätig, nachdem die deutsche Nationalschaubühne der Fürsten von Thurn und Taxis in Regensburg in einen italienischen Hofopernbetrieb umgewandelt worden war, und kehrte auch nach einer Station in Prag 1792 wieder dorthin zurück. Als Hochfürstlich Passauischer Schauspieldirektor genoss er großes Ansehen. Außerdem galt er als sehr intelligent und der deutschen Sprache in besonderem Maße mächtig. - In der Passauer Bearbeitung der Zauberflöte wird kein Bezug zu Ägypten oder zur Freimaurerei hergestellt; mehrere Rollen, unter anderem die der drei Priester, sind gestrichen, Monostratos ist der erste Sklave des Sarastro und die Königin der Nacht eine Zauberin, deren Machtmittel aus der Musik besteht und die den Namen Karmela trägt. Pamina und Tamino gehören dem Ritterstand an. Papagenos Auftrittslied ist um die dritte Strophe erweitert, die ursprünglich nicht vorgesehen war. Emanuel Schikaneder gehörte von 1775 bis 1777 Schopfs Truppe an.

## Zeitgenössische Darstellung
Kurzbiographien Schopfs sowie seines Ensembles im Jahr 1777 finden sich im ersten Band der Schauspieler Portraite, einer Silhouettensammlung, die sich als Cod. germ. 5265 in der Bayerischen Staatsbibliothek in München befindet.